# Bothriocline ripensis
Bothriocline ripensis là một loài thực vật có hoa trong họ Cúc. Loài này được (Hutch.) Wild & G.V.Pope mô tả khoa học đầu tiên năm 1977.